# Bélörvényes
Bélörvényes (románul: Urvișu de Beliu) falu Romániában, Arad megyében.

## Fekvése
A Béli hegyek alatt, Bélhagymástól északra fekvő település.

## Története
Bélörvényes nevét a 14. században említették először, mint a Telegdi család birtokát. Később a váradi püspök lett földesura, aki itt még a 20. század elején is birtokos volt.
Fényes Elek Történeti földrajzában így ír a településről: „1851-ben Bél-Örvényes Bihar vármegyében, a nagyobb hegyek alatt, a váradi deák püspök béli uradalmában; 220 n.e. óhitű lakossal és anyatemplommal. Szántóföldje és rétje 125 hold, s agyagos, kövecses, egyébiránt mind úrbériség; majorsági gyönyörű erdeje 3195 hold; kevés szőlőt és sok gyümölcsöt termeszt. Patakja 4 malmot hajt”.
A 20. század elején Bihar vármegye Béli járásához tartozott.
A 17. században 36 házban 202 lakost jegyeztek fel. 1910-ben 284 lakosa volt, ebből 268 román, 5 német, melyből 270 görögkeleti ortodox, 4 római katolikus, 3 görögkatolikus, volt.

## Nevezetességek
- Görögkeleti temploma 1870-ben épült.